# Kanton Chaillé-les-Marais
Chaillé-les-Marais is een voormalig kanton van het departement Vendée in Frankrijk. Het kanton maakte deel uit van het arrondissement Fontenay-le-Comte. Het werd opgeheven bij decreet van 17 februari 2014 met uitwerking op 22 maart 2015.

## Gemeenten
Het kanton Chaillé-les-Marais omvatte de volgende gemeenten:
- Chaillé-les-Marais (hoofdplaats)
- Champagné-les-Marais
- Le Gué-de-Velluire
- L'Île-d'Elle
- Moreilles
- Puyravault
- Sainte-Radégonde-des-Noyers
- La Taillée
- Vouillé-les-Marais